# Ras Moixer
El Ras Moixer és una muntanya de 1.411 metres situada a cavall del terme comunal de Ceret, a la comarca del Vallespir (Catalunya del Nord) i del municipal de Maçanet de Cabrenys, a la comarca catalana de l'Alt Empordà.
Està situat al sud del terme comunal de Ceret, i al nord del de Maçanet de Cabrenys, a llevant i una mica al nord del Roc de Fraussa i a ponent i també una mica al nord del Coll del Pou de la Neu.